# Ikarus IK-2
Ikarus IK-2 là một loại máy bay tiêm kích đơn thân, một chỗ ngồi, làm hoàn toàn bằng kim loại, cánh đặt cao. Đây là một mẫu thiết kế do Nam Tư thực hiện, để trang bị cho Không quân Hoàng gia Nam Tư. IK-2 do Kosta Sivčev và Ljubomir Ilić thiết kế.

## Biến thể
- IK-1L: Mẫu thử đầu tiên.
- IK-02: Mẫu thử thứ hai.
- IK-2: Tiêm kích một chỗ.
- IK-4: Phiên bản trinh sát hai chỗ đề xuất. Không chế tạo.

## Quốc gia sử dụng
Kingdom of Yugoslavia
- Không quân Hoàng gia Nam Tư

 Independent State of Croatia
- Zrakoplovstvo Nezavisne Države Hrvatske

## Tính năng kỹ chiến thuật (Ikarus IK-2)

### Đặc điểm riêng
- Tổ lái: 1
- Chiều dài: 7,88 m (25 ft 10 in)
- Sải cánh: 11,4 m (37 ft 5 in)
- Chiều cao: 3,42 m (11 ft 3 in)
- Diện tích cánh: 18 m2 (190 sq ft)
- Trọng lượng rỗng: 1.502 kg (3.311 lb)
- Trọng lượng có tải: 1.857 kg (4.094 lb)
- Động cơ: 1 × Hispano-Suiza 12Ycrs, 642 kW (861 hp)

### Hiệu suất bay
- Vận tốc cực đại: 435 km/h (270 mph; 235 kn)
- Vận tốc hành trình: 250 km/h (155 mph; 135 kn)
- Tầm bay: 700 km (435 mi; 378 nmi)
- Trần bay: 12.000 m (39.370 ft)
- Lực nâng của cánh: 107 kg/m² (22 lb/sq ft)

### Vũ khí
- 1 khẩu pháo Hispano-Suiza HS.404 20 mm
- 2 khẩu súng máy Darne 7,92 mm